# Форбант (царь Аргоса)
Форбант (др.-греч. Φόρβας) — в древнегреческой мифологии царь Аргоса. В одной родословной — сын Аргоса и отец Триопа. В другой родословной — сын Криаса (сына Аргоса) и Мелантомики, шестой царь Аргоса.